# 1984年サラエボオリンピックのオランダ選手団
1984年サラエボオリンピックのオランダ選手団（1984ねんサラエボオリンピックのオランダせんしゅだん）は、1984年2月8日から2月19日までユーゴスラビア（現・ボスニア・ヘルツェゴビナ）のサラエボで開催された1984年サラエボオリンピックのオランダ選手団、およびその競技結果。

## 概要
今大会はメダルなしに終わった。オランダ選手団が冬季オリンピックでメダルなしに終わったのは1956年コルチナ・ダンペッツオオリンピック以来。

## メダル
オランダ勢のメダル獲得はなかった。